# أمن غذائي

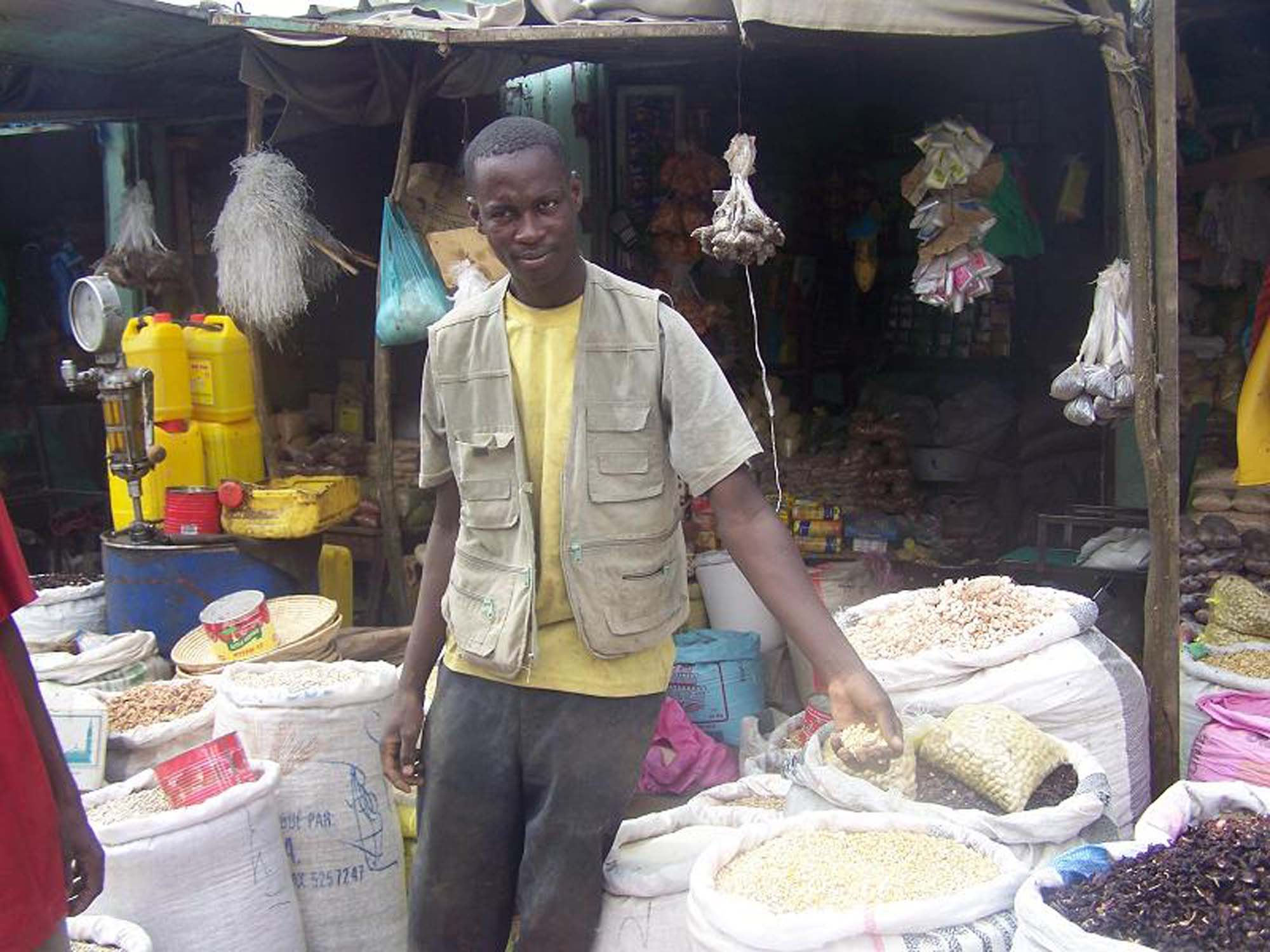
العديد من الدول لا تحقق اكتفاء ذاتي من السلع الأساسية

يُعد الأمن الغذائي شرطًا مُرتبطًا بالإمدادات الغذائية، وحصول الأفراد عليها. تتوافر الأدلة حول استخدام صوامع الحبوب والسلطات المركزية قبل أكثر من 10000 عام في عدة حضارات مثل الصين ومصر القديمتين وذلك لصرف الغذاء المُخزن في أوقات المجاعات. عُرف مُصطلح «الأمن الغذائي» خلال المؤتمر العالمي للغذاء لعام 1974 بتعزيز الإمداد. إن الأمن الغذائي، وفقًا لقولهم، هو مدى توفر الغذاء الكافي خلال كل الأوقات، ذو قيمة غذائية، ومتنوع، ومتوازن، ومتوافق وإمدادات الغذاء العالمية من المواد الغذائية الأساسية لتحمّلْ زيادة استهلاك الغذاء المطردة ومعادلة تقلبات الإنتاج والأسعار. أُضيف إلى التعريفات اللاحقة مسألة الطلب ومشاكل الحصول على الغذاء. ينص التقرير النهائي لمؤتمر القمة العالمي للأغذية لعام 1996 أن «الأمن الغذائي» يوجد حين يتمكن جميع الأفراد في كل زمان من الحصول على الغذاء الكافي ماديًا واقتصاديًا، طعام آمن ومُغذي لتلبية احتياجاتهم الغذائية ولتوفير طعامهم المُفضل وذلك لضمان حياة فعالة وصحية.
يتعلق الأمن الغذائي الأسري حين يحصل كل أفراد العائلة في كل الأوقات على ما يكفي من غذاء كافي لحياة صحية وفعالة. لا يعيش الأفراد الآمنون غذائيًا في جوع أو تهديد بالموت جوعًا. في المقابل، يُعد انعدام الأمن الغذائي وضعًا من «التوفر المحدود أو غير المضمون غذائياً من حيث كفاية الطعام وسلامته أو محدودية أو عدم ضمان القدرة على حيازة نوعية غذاء مقبولة بطرق مقبولة اجتماعيًا»، وفقًا لوزارة الزراعة الأمريكية. يتضمن الأمن الغذائي تدابيرًا للتكيف مع أي خلل مستقبلًا أو عدم وفرة الإمدادات الغذائية الجوهرية الناجمة عن عناصر خطر متنوعة مثل فترات الجفاف، وتعطل الملاحة البحرية، ونقص الوقود، وتذبذب الاقتصاد، والحروب. في الفترة من 2011 إلي 2013، قُدر عدد الأفراد الذين كانوا يعانون من الجوع المزمن ب842 مليون نسمة.
حددت منظمة الأمم المتحدة للأغذية والزراعة، ف.ا.و، أربع ركائز للأمن الغذائي ألا وهي: التوافر، والقدرة علي الحصول عليه، والاستخدام، والاستقرار. اعترفت منظمة الأمم المتحدة  بالحق في الغذاء في الإعلان العالمي لحقوق الإنسان لعام 1948، بصفته العامل الحيوي للتمتع بسائر الحقوق الأخري.
أعلن مؤتمر القمة العالمي للأمن الغذائي  لعام 1996 أن «لا يجب استخدام الغذاء كأداة للضغط السياسي والاقتصادي». وفقًا الى مركز الدولي للتجارة والتنمية المستدامة، تسبب فشل تنظيم الأسواق الزراعية وغياب آليات مكافحة الإغراق في المزيد من شُح الغذاء حول العالم وسوء التغذية.

## المقاييس
يُمكن قياس الأمن الغذائي بمعدل استهلاك السعرات الحرارية للفرد في اليوم، بما يتناسب وميزانية الأسرة. بصورة عامة فإن هدف مؤشرات الأمن الغذائي ومقاييسه هو استخلاص بعض أو كل أهم العناصر المكوّنة لمبدأ الأمن الغذائي وذلك فيما يتعلق بإتاحة الطعام، والقدرة على الوصول إليه، واستهلاكه، أو مدى كفايته. بينما يبدو التوافر (الإنتاجية والإمداد) والاستهلاك/الكفاية (الحالة التغذوية/ قياسات الجسم) أسهل تقديرًا، وبالتالي أكثر رواجًا، سيظل الحصول على الغذاء (القدرة على حيازة مياه كافية وذات جودة) إلى حد كبير صعب المنال. أن العوامل المؤثرة على حصول الأسر على الطعام كثيرًا ما تكون مُحددة السياق.
جري تطوير العديد من التدابير الرامية إلى استخلاص عناصر الوصول إلي الأمن الغذائي، مع بعض الأمثلة البارزة التي طورتها الوكالة الأمريكية للتنمية الدولية المُمولة لمشروع المساعدات التقنية المتعلقة بالغذاء والتغذية، بالتعاون مع جامعة كورنيل وتفتس وافريكير ومنظمة الرؤية العالمية. وذلك يتضمن التدابير التالية:
- انعدام الأمن الغذائي للأسر على نطاق واسع - إجراء مستمر لقياس مدى انعدام الأمن الغذائي (الحصول على الطعام) داخل نطاق الأسر خلال الشهر السابق.
- مدى التنوع الغذائي للأسر – يقيس عدد مختلف المجموعات الغذائية المستهلكة خلال فترة مرجعية محددة (24 ساعة/48 ساعة/7 أيام).
- مدى الجوع داخل الأسر – يقيس خبرة الأسر مع الحرمان من الطعام استنادًا على مجموعة من ردود الأفعال يمكن التنبؤ بها، والتي استُخلصت من خلال دراسة استقصائية واُنجزت في جدول.
- مؤشر استراتيجيات التصدي- تقييم سلوكيات الأسر وترتيبها طبقًا لمجموعة متنوعة للمعايير السلوكية المحددة حول كيف تتغلب الأسر على نقص الغذاء. تعتمد منهجية هذا البحث على جمع البيانات المتعلقة بسؤال واحد: ماذا تفعل حين لا يتوافر لديك غذاء كافي، ولا المال الكافي لشراء الطعام؟[18][19][20]

يُقاس انعدام الأمن الغذائي في الولايات المتحدة الأمريكية من خلال الأسئلة التي يطرحها مكتب التعداد السكاني لحصر عدد السكان الحاليين. تتمحور الأسلة المطروحة حول القلق من عدم ملائمة ميزانية الأسرة لشراء طعام كافي، وقصور الكم أو نوعية الغذاء الذي يتناوله الراشدون والأطفال في الأسرة، وحالات انخفاض المدخول الغذائي وتبِعاته على البالغين والأطفال. انتقدت الدراسة التي أجرتها الاكاديمية الوطنية للعلوم بتكليف من وزارة الزراعة الأمريكية هذه التدابير وعلاقة الأمن الغذائي بالجوع، مضيفةً أنه: " من غير الواضح إذا ما كان الجوع هو المسئول بشكل رئيسي لضمان الأمن الغذائي.
تعاونت منظمة الأمم المتحدة للأغذية والزراعة، وبرنامج الأغذية العالمي، والصندوق الدولي للتنمية الزراعية لفهم حالة انعدام الأمن الغذائي في العالم. تصف طبعة عام 2012 التحسينات التي أجرتها منظمة الأمم المتحدة للأغذية والزراعة للوقوف على مؤشر انتشار نقص التغذية والذي يستخدم لقياس معدلات انعدام الأمن الغذائي. تشمل الخصائص الجديدة مراجعة لمفهوم الحد الأدنى من متطلبات الطاقة الغذائية بالنسبة إلى كل دولة على حدة، ورجوعًا إلي تحديثات البيانات السكانية العالمية، وتقديرات خسائر الطعام خلال البيع بالتجزئة في كل بلد. تشمل قياسات عوامل هذا المؤشر إمدادات الطاقة الغذائية، وإنتاج الغذاء، وأسعاره، ونفقاته، وتنوعه. النُظم الغذائية. تتراوح مراحل انعدام الأمن الغذائي بين أوضاع الأمن الغذائي وصولًا إلى المجاعات واسعة النطاق. قدمت إحدى الصحف التي بدأ نشرها عام 2009 عرضًا جديدًا لثُنائي الأمن الغذائي من حيث: العلم وعلم الاجتماع واقتصاديات إنتاج الغذاء والحصول عليه.

## المعدلات

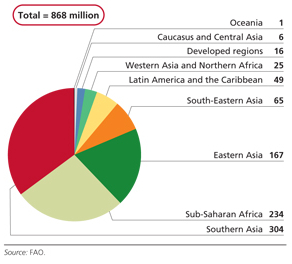
معدل الأشخاص المصابين بنقص التغذية (الملايين) 2010- 2012.

بزيادة مؤشر نقص الغذاء، أفادت منظمة الأغذية والزراعة أن ما يقرب من 870 مليون شخص يعانون من سوء التغذية المزمن في السنوات 2010 – 2012 . ما يمثل 12.5 في المائة من سكان العالم، أي واحدا من بين كل ثمانية أشخاص. تسجل الدول النامية معدلات أعلي حيث يُعاني 852 مليون نسمة (حوالي 15% من السكان) من سوء التغذية المزمن. أشار التقرير إلى تحقيق آسيا وأمريكا اللاتينية خفضًا في معدلات سوء التغذية ما وضع هذه المناطق على مسار تحقيق الهدف الإنمائي للألفية المُتمثل في خفض انتشار نقص التغذية بحلول عام 2015. أشارت منظمة الأمم المتحدة إلى عدم استخدام ما يقرب من 2 بليون شخص الكم الكافي من الفيتامينات والمعادن. في الهند، ثاني أكبر الدول اكتظاظا بالسكان في العالم، يُصنف أكثر من 30 مليون شخص بالإصابة بالجوع منذ منتصف التسعينيات حيث يعاني 46% من الأطفال نقصًا في الوزن.

## أمثلة على انعدام الأمن الغذائي
تكررت المجاعات مرارًا في تاريخ العالم. حيث قتل بعضها الملايين وقلصت إلي حد كبير أعداد السكان على نطاق واسع. يُعد الجفاف والحروب أكثر أسباب المجاعات شيوعًا، إلا أن  أشد المجاعات في التاريخ ترجع أسبابها إلى السياسات الاقتصادية.

## الأمن الغذائي حسب الدول

### أفغانستان
في أفغانستان، تُعاني ما يقرب من 35% من الأسر من انعدام الأمن الغذائي. ترتفع معدلات نقص الوزن، والقزم في الأطفال أقل من 5 سنوات بصورة كبيرة.

### المكسيك
أقلق انعدام الأمن الغذائي المكسيك طوال تاريخها وما زال في الوقت الحاضر. لا يمثل توافر الغذاء الأزمة؛ إنما جوانب القصور الشديدة في إمكانية الحصول على الغذاء، الأمر الذي يُساهم في انعدام الأمن الغذائي. بين عامي 2003 و2005، تخطي إجمالي إمدادات المكسيك الغذائية القدر الكافي لتُلبي احتياجات سكان المكسيك بمتوسط 3270 سعر حراري للفرد يوميًا، أي أعلى من الحد الأدنى للمأخوذ السعري اليومي الفردي ب 1850 سعر حراري. بيد أن ما لا يقل عن 10%من سكان في كل ولاية في المكسيك يعانون من صعوبة الحصول على الغذاء. في تسع ولايات، يعيش من 25 إلي 35 % في حالة من انعدام الأمن الأسري. يندرج أكثر من 10% من سكان سبع ولايات مكسيكية  في فئة انعدام الأمن الغذائي الجسيم.
تتفاقم أزمة صعوبة الحصول على الغذاء وفقًا لسوء تغدية الأطفال الخطير وكذلك البدانة بين الأطفال، والبالغين، والعائلة.
تعد المكسيك عُرضة للجفاف الأمر الذي قد يواصل إعاقة الزراعة.

### الولايات المتحدة الأمريكية
عرفت وزارة الزراعة الأمريكية انعدام الأمن الغذائي ب" محدودية توافر أو توافر غير أكيد للغذاء الملائم وسلامة الأطعمة أو محدودية إمكانية الحصول على طعام مؤات بطرق مقبولة اجتماعيًا أو عدم تأكيدها." عرفت وزارة الزراعة الأمريكية الأمن الغذائي ب«حصول كل الأفراد في كل الأوقات علي كميات الطعام الكافية لضمان حياةً نشطة وصحية.»

### انعدام الأمن الغذائي حسب الأسر

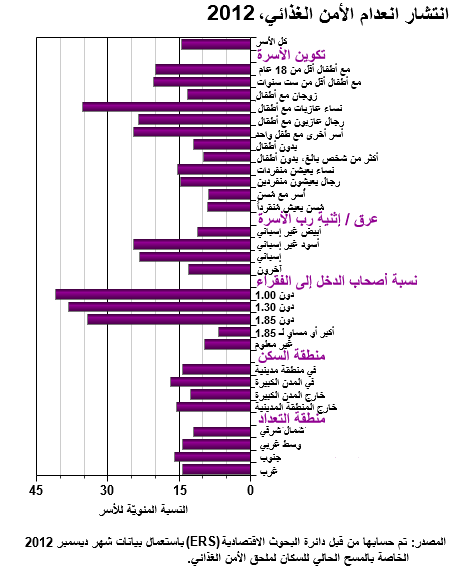

تعد الدراسات الاستقصائية من أهم الأدوات التي تستخدمها وزارة الزراعة الأمريكية لقياس معدلات الأمن الغذائي في الولايات المتحدة. استنادًا إلى إجابات المستجيبين للأسئلة التي طرحتها الدراسة، قد تعيش الأسر في حالة الأمن غذائي متواصل التي عرفتها وزارة الزراعة الأمريكية. لهذه الاستمرارية أربع فئات: أمن غذائي مرتفع، وأمن غذائي حدي، وأمن غذائي منخفض، وأمن غذائي متدني. يُقدر تقرير دائرة البحوث الاقتصادية رقم 155 انعدام الأمن الغذائي داخل الأسر الأمريكية ب 14.5% (17.6 مليون) في وقت ما عام 2012. تفشي انعدام الأمن الغذائي في الولايات المتحدة نسبيًا في أعقاب الأزمة الاقتصادية لعام 2008.
في عام 2016:
-  صُنف  12.3% (15.6 مليون) من الأسر الأمريكية بانعدام الأمن الغذائي في بعض الفترات خلال عام 2016.
- صُنف 7.4% (9.4 مليون) من الأسر الأمريكية بمستوى أمن غذائي منخفض خلال عام 2016.
- صُنف 4.9% (6.1 مليون) من الأسر الأمريكية بمستوى أمن غذائي متدني في بعض فترات عام 2016.
- صُنف كلًا من الأطفال والبالغين بانعدام الأمن الغذائي بنسبة 8% من الأسر التي لديها أطفال (3.1 مليون أسرة).

### الغذاء في المستقبل
في عام 2010، بدأت حكومة الولايات المتحدة مبادرة الغذاء في المستقبل ومن المتوقع أن تقوم هذه المبادرة على أساس الأولويات القُطرية التي تدعو إلى الدعم المستمر من جانب الحكومات، والمنظمات المانحة، والقطاع الخاص، والمجتمع المدني لتحقيق أهدافها طويلة الأجل.

## مؤتمر القمة العالمي للأمن الغذائي
كان هدف مؤتمر القمة العالمي للأمن الغذائي، الذي عقد في روما عام 1996، تجديد الالتزام العالمي لمكافحة الجوع. دعت منظمة الأمم المتحدة للأغذية والزراعة (ف. ا. و) مؤتمر القمة العالمي للأمن الغذائي للتصدي لنقص التغذية وكذلك القلق المتزايد إزاء قدرة الزراعة على تلبية الاحتياجات الغذائية في المستقبل. أصدر المؤتمر وثيقتين رئيسيتين هما: إعلان روما بشأن الأمن الغذائي العالمي، وخطة عمل مؤتمر القمة العالمي للأمن الغذائي.
دعي إعلان روما الدول أعضاء الأمم المتحدة للعمل علي خفض أعداد مصابي سوء التغذية المزمنة في العالم بحلول عام 2015. أما عن خطة العمل، فقد حددت عدة أهداف للمنظمات الحكومية وغير الحكومية وذلك من أجل تحقيق الأمن الغذائي علي مستوى الفرد، والأسرة، وعلي الصعيد الوطني، والإقليمي.
عُقد مؤتمر قمة عالمي للأمن الغذائي آخر في مقر منظمة الأمم المتحدة للأغذية والزراعة بروما في الأيام 16 إلي 18 نوفمبر لعام 2009. اتخذ مجلس منظمة الأمم المتحدة للأغذية والزراعة قرار عقد المؤتمر في حزيران/يونيه 2009، بناءً على اقتراح المدير العام للمنظمة الدكتور جاك ضيوف. وحضر هذه القمة رؤساء الدول والحكومات.

## ركائز الأمن الغذائي

الإنتاج الغذائي للفرد

ذكرت منظمة الصحة العالمية إن هناك ثلاث ركائز محددة للأمن الغذائي: توافر الغذاء، والقدرة على الوصول إلى الطعام، والاستخدام الصحي للطعام وسوء استعماله. وأضافت منظمة الأمم المتحدة للأغذية والزراعة  ركيزة رابعة: استقرار الأبعاد الثلاث الأولى المذكورة للأمن الغذائي بمضي الوقت. في عام 2009، لخص مؤتمر قمة عالمي للأمن الغذائي أربع ركائز للأمن الغذائي: الإتاحة، والوفرة، والاستخدام، والاستقرار.

### الإتاحة
ترتبط إتاحة الغذاء بإمدادات الغذاء من خلال الإنتاج، والتوزيع، والتبادل. تتحدد إنتاجية الغذاء من خلال عدة عوامل متنوعة وهي تشمل: حيازة الأرض واستخدامها، و إدارة التربة، وانتقاء المحاصيل واستنباتها وإدارتها، وتربية الثروة الحيوانية وإدارتها، وجمع المحاصيل. قد يتأثر إنتاج المحاصيل بتغييرات منسوب الأمطار والحرارة. كثيرًا ما يتنافس استخدام الأرض الزراعية، والماء، والطاقة بغرض إنتاج الطعام مع استخدامات أخري، ما قد يؤثر على إنتاج الغذاء. قد تُستغل الأراضي الزراعية في عمليات التوسع العمراني أو يجتاحها التصحر، أو تزداد ملوحتها، أو تتآكل تربتها نتيجة ممارسات زراعية غير مستدامة. لا تحتاج الدول إنتاج الغلال لتحقيق الأمن الغذائي. ليس شرطًا أن تتوافر للشعوب الموارد الطبيعية اللازمة لإنتاج المحاصيل لتحقيق أمنها الغذائي، الأمر الذي يتضح في نموذج اليابان وسنغافورة.

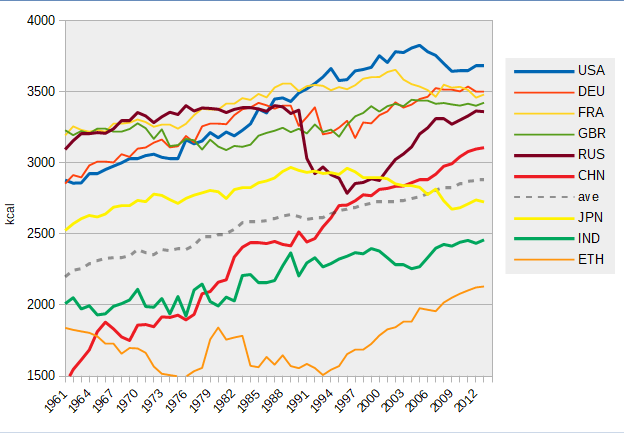
نمو الإمدادات الغذائية العالمية الأساسية للأفراد

لأن أعداد مستهلكي الغذاء تتفوق على منتجيه في جميع البلدان، يجب أن يُوزع الطعام في مناطق ولشعوب مختلفة. تتضمن عملية توزيع الغذاء: التخزين، والمعالجة، والنقل، والتعليب، والتسويق. قد تؤثر البنية الأساسية للسلسلة الغذائية وتكنولوجيا التخزين في المزارع كذلك على كميات الطعام المُهدر خلال عمليات التوزيع. كما قد تُضاعف بنية النقل الأساسية الفقيرة من أسعار توريد المياه والأسمدة وكذلك تكلفة نقل الغذاء إلى الأسواق المحلية والدولية. حول العالم، يعتمد القليل من الأفراد أو الأسر على أنفسهم في توفير الطعام بصورة مستمرة. الأمر الذي يخلق الحاجة إلى نُظم المقايضة، والمُبادلة، والاقتصاد النقدي لاقتناء الطعام. يتطلب تبادل الغذاء نُظم تجارية فعالة ومؤسسات سوقية ذات كفاءة، حيث بإمكانهما التأثير على الأمن الغذائي. يُعد نصيب الفرد من إمدادات الغذاء العالمية أكثر من كافٍ لإتاحة الأمن الغذائي للجميع، ومن ثَم تُعد إمكانية الحصول على الغذاء العائق الأكبر أمام تحقيق الأمن الغذائي.

### إمكانية الحصول علي الطعام

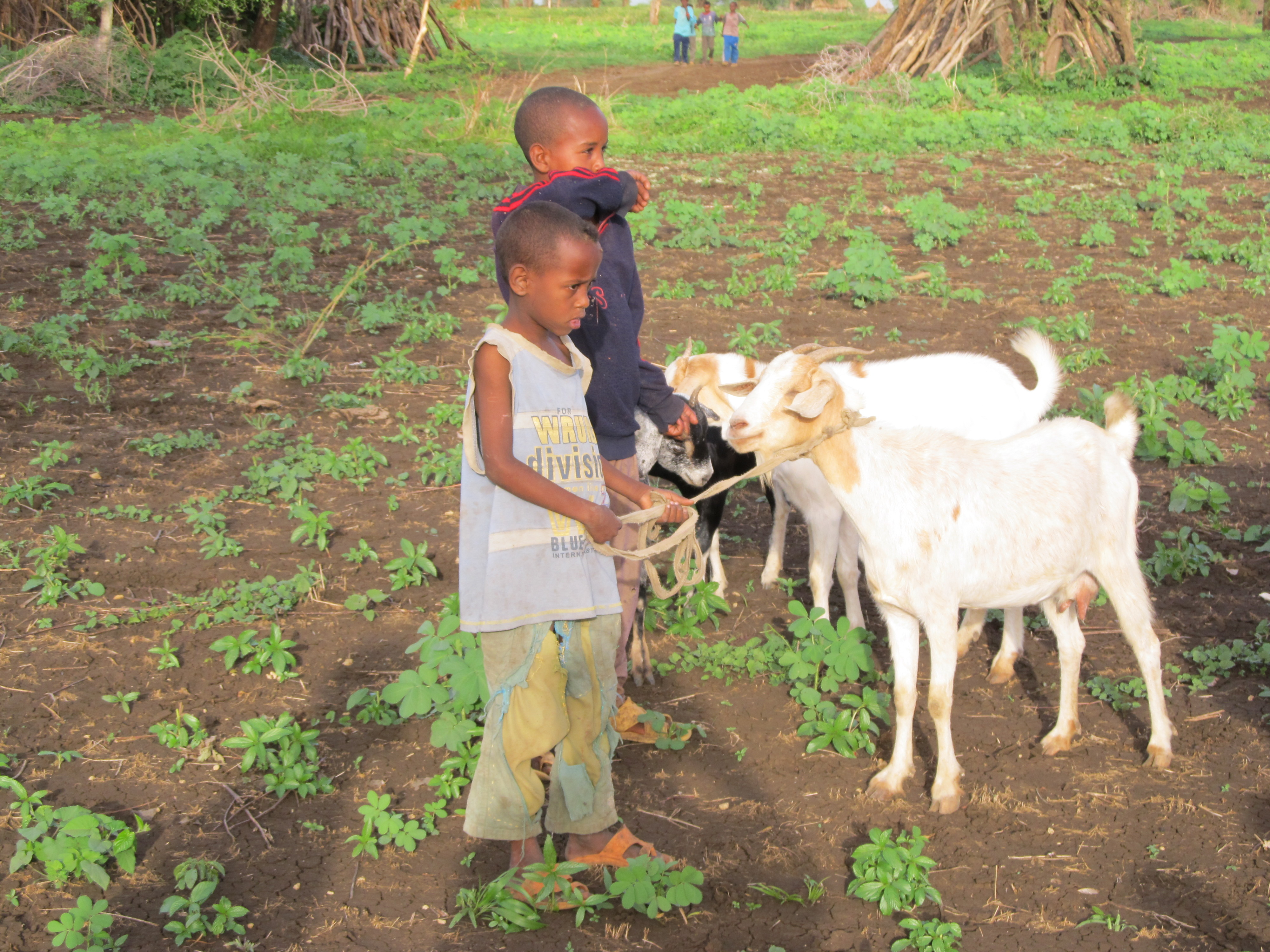
تُشكل الماعز جزءا مهما من الحلّ العالمي

يرتبط الحصول على الطعام بالقدرة على تحمل نفقات الطعام وتقسيمه، كذلك النوع المفضل لدى الأفراد والأسر. أشارت لجنة الأمم المتحدة المعنية بالحقوق الاقتصادية والاجتماعية والثقافية إلى أن كثيرًا ما لا تكون أسباب الجوع وسوء التغذية ناتجة عن ندرة الغذاء ولكن بالأحرى العجز عن الوصول إلى الأغذية المتاحة والذي يرجع غالبًا إلى الفقر. فد يحد الفقر من إمكانية الحصول على الطعام، كما قد يُضاعف هشاشة الفرد أو الأسرة إزاء ارتفاع أسعار الطعام. يعتمد الحصول على الطعام على ما إذا كان للأسرة دخلًا كافيًا يسمح بشراء الطعام وفقًا للسعر السائد أو إذا كان للأسرة ما يكفي من أراض وموارد آخري لتوفير غذائها الذاتي. يمكن أن تتخطي الأسر ذات الموارد الكافية مواسم الحصاد غير المستقرة، وشُح الأغذية المحلية، والحفاظ على فرص حصولها علي الطعام.
هناك طريقان واضحان للحصول علي الغذاء: الطريق المباشر والذي يعتمد علي إنتاج الأسرة لغذائها بواسطة الموارد البشرية والمادية، والطريق الاقتصادي الذي تشتري فيه الأسرة الطعام المُنتج في مكان ما. قد يؤثر الموقع علي فرص حصول الأسر علي الطعام وطريقة الوصول للطعام التي سوف يلجأون لها. قد تُحدد ممتلكات الأسرة، والتي تشمل الدخل، والأراضي، ومنتجات الحقل، والمواريث، والهدايا قدرتها علي الوصول إلى الطعام. غير أن القدرة على الوصول إلى الغذاء الكافى قد لا تؤدي لشراء الطعام إزاء المواد والخدمات الأخري. كما تُحدد التركيبة السكانية والمستوي التعليمي لأفراد الأسرة كذا جنس رب البيت تفضيلات الأسرة التي تدفعها لشراء نوع ما من الطعام. قد لا يضمن وصول الأسرة إلي القدر الكافي والمُغذي من الطعام حصول جميع أفراد الأسرة علي حصة مناسبة من الغذاء، قد لا تُلبي مُخصصات الطعام احتياجات كل أفراد الأسرة بصورة كافية، أضافت وزارة الزراعة الأمريكية أن الوصول إلي الطعام يجب أن يكون مُتاحًا بطرق مقبولة اجتماعيًا، دون، على سبيل المثال، اللجوء إلى إمدادات غذائية عاجلة، والسرقة، أو جمع القمامة وغيرها من استراتيجيات التأقلم.

### الاستخدام
تُعد الركيزة الثانية للأمن الغذائي هي استهلاك الغذاء، والذي يرتبط بعملية التمثيل الغذائي لدي الأفراد. ما أن تتحصل الأسرة على الطعام، حتي تؤثر مجموعة عوامل متنوعة على كم وجودة الطعام الذي يناله كل فرد من أفراد الأسرة. لتحقيق الأمن الغذائي، يجب أن يكون الطعام المُستهلك أمنًا ومُلبيًا لاحتياجات الأفراد الجسدية بصورة كافية. تؤثر سلامة الغذاء على استخدامه، وقد تتأثر بعوامل مثل: التحضير، والتجهيز، والطهي في المجتمع ككل أو داخل الأسرة. تُحدد القيم الغذائية المنزلية عملية إنتقاء الطعام، وما إذا كان الغذاء يُلبي التفضيلات الثقافية الأمر المؤثر على الاستخدام من حيث الرفاه النفسي والاجتماعي. يُعد الحصول على الرعاية الصحية اللازمة عاملًا آخر محددًا لاستهلاك الطعام، وذلك ما أن تتحكم صحة الأفراد في عملية استقلاب الطعام. على سبيل المثال، قد تمتص الطفيليات المعوية مُغذيات الجسم وتُضعف الاستفادة من الطعام. كما يُمكن أن تحد النظافة من تفشي الأمراض المؤثرة على استهلاك الطعام. قد تؤثر التوعية بشأن التغذية وتحضير الطعام على استخدام الطعام وتعزيز تلك الركيزة من الأمن الغذائي.

### الاستقرار
يُشير استقرار الغذاء إلى القدرة على الحصول عليه على مدار الوقت. قد يكون انعدام الأمن الغذائي مؤقتًا، أو موسميًا، أو مزمنًا. فيما يتعلق بعدم الأمن الغذائي المؤقت، قد لا يتوافر الغذاء خلال فترات زمنية معينة. أما عن مستوى إنتاجية الغذاء، تؤدي الكوارث الطبيعية وفترات الشُح إلي تراجع المحاصيل وانخفاض المعروض من أغذية. كما تُخفض النزاعات الأهلية إمكانية الوصول إلى الطعام وكذلك في الحروب والحصار المتعمد خلالها. يتسبب تذبذب الأسواق وارتفاع أسعار الطعام المفرط في انعدام الأمن الغذائي مؤقتًا. قد تتسبب عوامل آخري في انعدام الأمن الغذائي مؤقتًا مثل فقدان العمل أو الإنتاجية التي قد تكون ناتجة عن الإصابة بأمراض. ينتج انعدام الأمن الغذائي الموسمي عن أنماط المواسم الزراعية المنتظمة خلال إنتاج الغذاء. يُعرف انعدام الأمن الغذائي المزمن (أو الدائم) على المدي الطويل بالافتقار المستمر للغذاء الكافِ. في هذه الحالة، تتعرض الأسرة على الدوام إلى مخاطر العجز عن اقتناء الطعام لتلبية احتياجات أفرادها. يرتبط عدم الأمن الغذائي المزمن والمؤقت، منذ أن يتسبب عدم الأمن الغذائي الانتقالي في جعل الأسر أكثر عرضة إلى انعدام الأمن الغذائي المزمن.
يُعرف انعدام الأمن الغذائي المزمن أو (الدائم) بطول الأمد واستمرار نقص الغذاء الملائم. في هذة الحالة، تتعرض الأسر دائمًا إلى خطر عدم قدرتها على توفير الغذاء الملائم لإحتياجات أفرادها. يرتبط انعدام الأمن المزمن والمؤقت منذ أن تسببت مؤقتية الأمن الغذائي في تعريض الأسرلإنعدام الأمن الغذائى المزمن.

## الآثار المترتبة على انعدام الأمن الغذائي
يضرب الجوع والمجاعات بجذورهما في عدم الأمن الغذائي. يترجم انعدام الأمن الغذائي المزمن بقابلية التعرض الكبير للجوع والمجاعات، يفترض ضمان الأمن الغذائي مُسبقًا القضاء علي هذا النوع من الهشاشة.

### التقزم ونقص التغذية المزمن

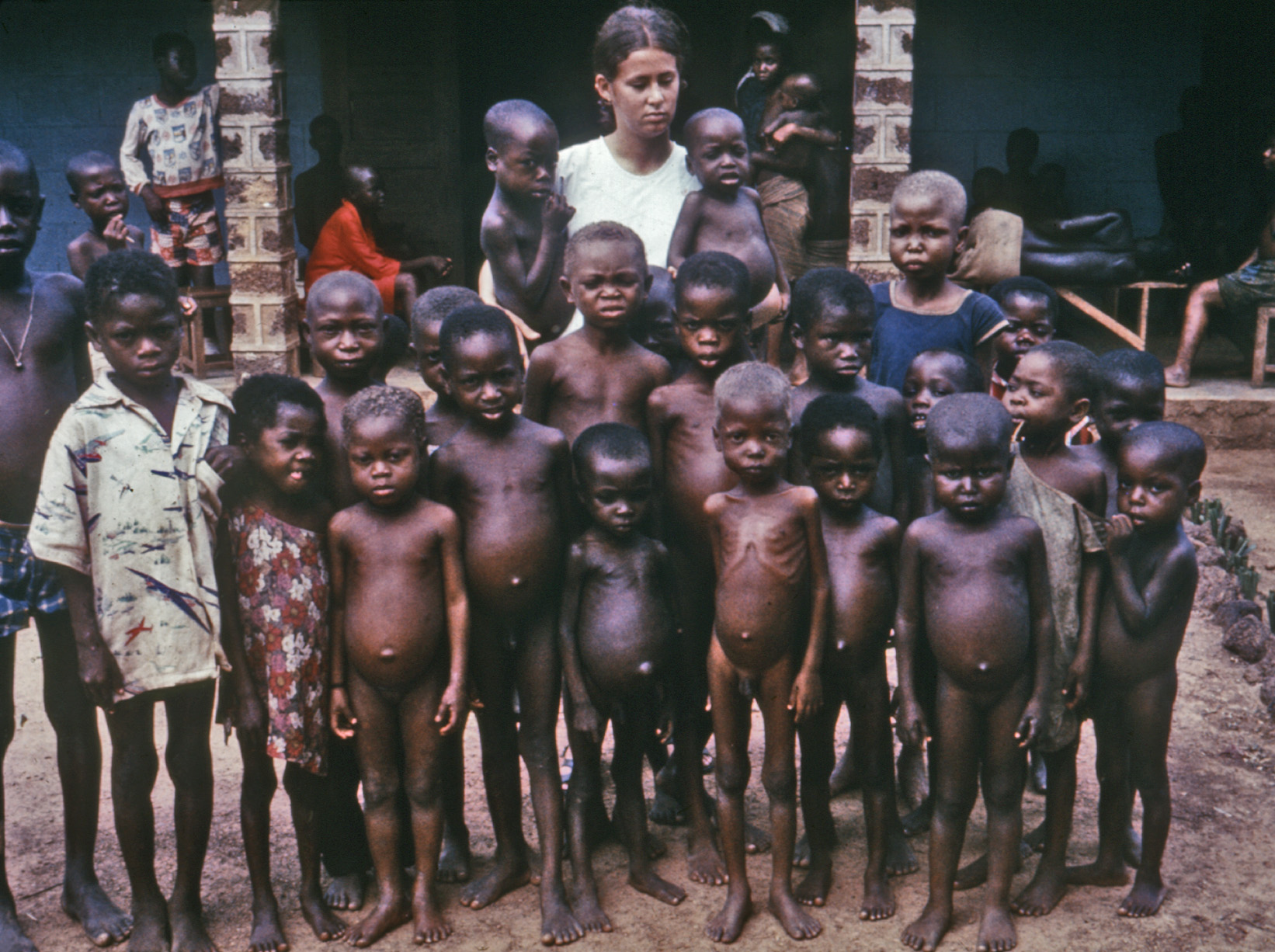
أطفال تظهر عليهم أعراض مُتناول سعرات البروتين

اختبرت العديد من الدول نقص الغذاء المستمر ومشاكل التوزيع. يُسفر ذلك عن الجوع المزمن والذي كثيرًا ما ينتشر على نطاق واسع بين أعداد ضخمة من الناس. قد يستجيب السكان للجوع المزمن وسوء التغذية بانخفاض حجم الجسم، الأمر الذي يُعرف طبيًا بالتقزم أو إعاقة النمو تبدأ هذه العملية في الرحم في حال كانت الأم سيئة التغذية وتستمر خلال ما يقرب أول ثلاث سنوات من العمر. ما يؤدي إلى ارتفاع معدلات وفاة الأطفال والرضع، ولكن بمعدلات أدنى كثيرًا مما يحدث خلال فترات المجاعات. ما أن يحدث تأخر النمو، فإن تحسين المدخول الغذائي عقب عمر السنتان يكون غير قادرًا علي معالجة الضرر. قد يُعد التقزم في حد ذاته آلية تكيف توازي حجم الجسم مع السعرات الحرارية المتاحة خلال فترة البلوغ في محل ميلاد الطفل. يؤثر تقلص حجم الجسم كوسيلة تكيف مع مستويات الطاقة المنخفضة سلبًا علي الصحة بثلاث طرق مختلفة:
- الفشل المبكر للأعضاء الحيوية خلال فترة البلوغ. على سبيل المثال، قد يتوفى الفرد في عمر ال50 عامًا بأزمة قلبية نتيجة معاناة القلب أوجه قصور هيكلية خلال النمو المُبكر.
- معاناة مصابو التقزم من ارتفاع معدلات المرض أكثر من هؤلاء ذو النمو الطبيعي.
- تسبب سوء التغذية الحاد خلال الطفولة المبكرة كثيرًا في قصور النمو الإدراكي. ومن ثَم التباين بين الأطفال مصابي سوء التغذية الحادة وهؤلاء جيدو الصحة.

## تحديات تحقيق الأمن الغذائي

### أزمة المياه العالمية

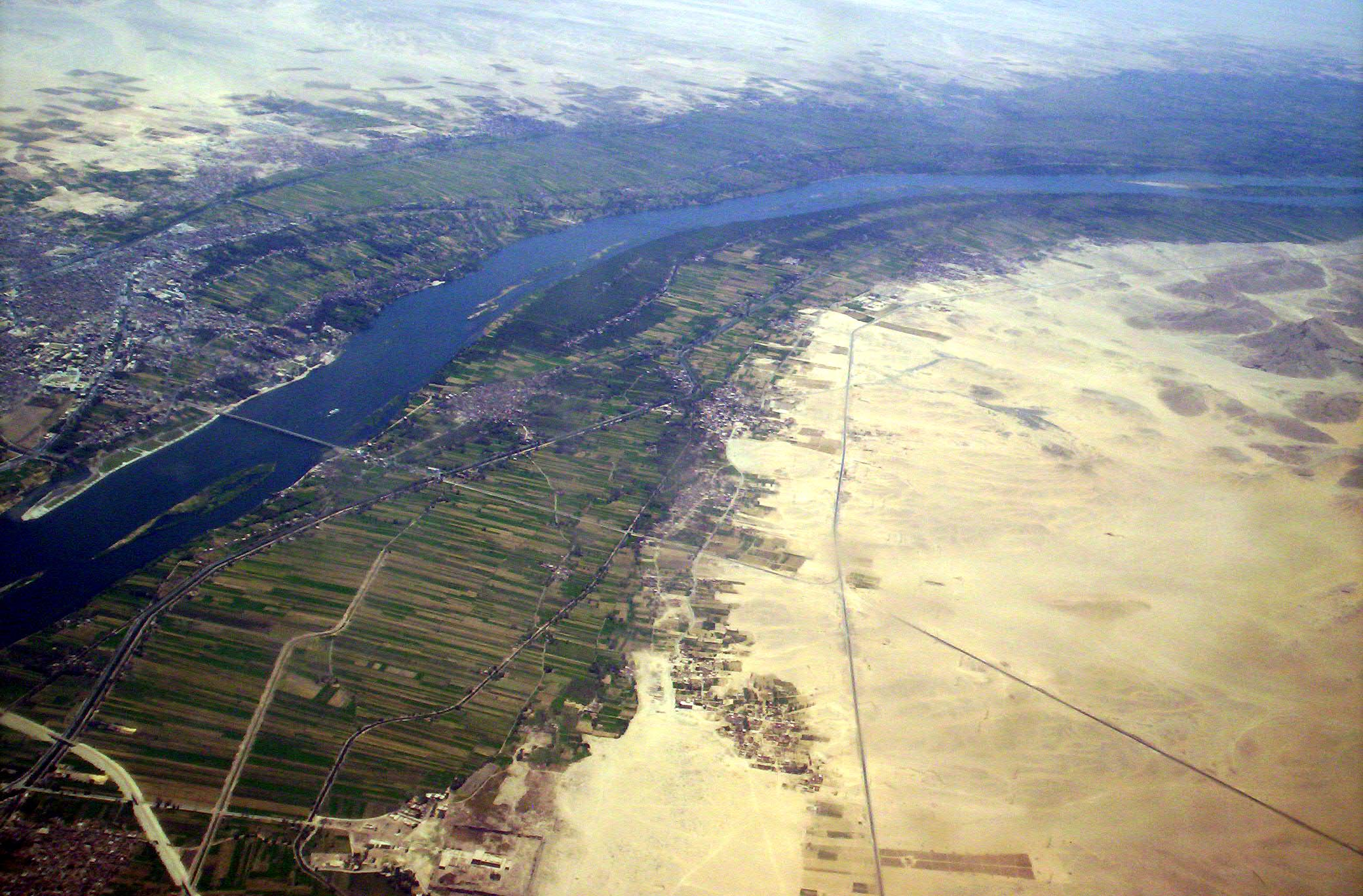
حولت قنوات الري مناطق القحط المصرية إلى مناطق صالحة للزراعة

يُحفز عجز المياه بالفعل العديد من البلدان الصغيرة على استيراد الغلال الثقيلة، الأمر الذي قد تلجأ إليه قريبًا البلدان الكبيرة، مثل الصين والهند. ينخفض منسوب المياه الجوفية في العديد من البلدان من ضمنها (منطقة شمال الصين، والولايات المتحدة، والهند) بفعل فرط استخدام الوقود والمضخّات الكهربائيّة. تأثرت عدة بلدان آخري بالأمر ومن ضمنها باكستان، وأفغانستان، وإيران. الأمر الذي قد يؤدي في نهاية المطاف إلى ندرة المياه، وانخفاض محصول الغلال. حتى مع استخدامها طبقات مياها الجوفية، لا زالت الصين تعاني من نقص الحبوب. عندما يحدث هذا، يكاد يكون ارتفاع أسعار الغلال مؤكدًا. من المتوقع ميلاد ثلاثة بلايين شخص في جميع أنحاء العالم بحلول منتصف القرن في البلدان التي تعاني فعليًا شُح المياه. من بعد الصين والهند، هناك مستوى ثانٍ من الدول الصغيرة ذات نقص حاد في المياه: أفغانستان، والجزائر، ومصر، وإيران، والمكسيك، وباكستان. تستورد أربعة من هذه الدول بالفعل حصة كبيرة من الحبوب التي تستهلكها. بينما تظل باكستان الوحيدة المكتفية ذاتيًا. لكن مع زيادة سكانية تُقدر بأربعة ملايين سنويًا، من المحتمل أن تتجه في القريب العاجل إلى السوق العالمي لاستيراد غلالها.
على الصعيد الإقليمي، تضم منطقة أفريقيـا جنـوب الصحــراء الكبرى أكبر عدد من الدول التي تعاني من شُح المياه أكثر من أي منطقة أخري على الكرة الأرضية، لما يُقدر ب800 مليون شخص يعيشون في أفريقيا، و300 مليون يعيشون في شُح مياه بيئي. تشير التقديرات إلى أنه بحلول عام 2030، سيحيا من 75 مليون إلى 250 مليون أفريقيًا في مناطق ذات شُح مياه عالي، مما قد يرجح نزوح من 24 مليون إلي 700 مليون شخص إلى أي مكان حال ازدياد تلك الظروف غير الصالحة للعيش. حيث إن غالبية أفريقيا لا زالت تعتمد على نمط حياة زراعي، ويعول 80 إلى 90% من عائلات الريف الأفريقي على إنتاج غذائها الخاص، ومن ثَم تترجم ندرة المياه إلى انعدام الأمن الغذائي.
استصلح استثمار ملايين الدولارات الذي بدأ خلال التسعينيات بواسطة البنك الدولي الصحراء وحول وادي إيكا في البيرو، أحد أكثر المناطق جافًا على وجه الأرض، إلى  أكبر مورِّدي نبات الهليون في العالم. بيد أن الري المستمر تسبب في الانخفاض السريع لمنسوب المياه الجوفية، حيث بلغ في عدة أماكن 8 أمتار سنويًا، أحد أسرع معدلات نضوب المياه الجوفية. بدأت آبار صغار المزارعين والسكان المحليين في الجفاف، وصارت أهم إمدادات المياه بالعاصمة تحت طائلة التهديد. باعتباره من المحاصيل النقدية، وفر محصول الهليون فرص عمل للسكان المحليين، إلا أن معظم النقود تذهب إلى المشتريين، البريطانيون على وجه الخصوص. خلصت أحد تقارير عام 2010 إلى عدم استدامة هذة الصناعة، كما وجهت الاتهام إلى المستثمرين، ومن ضمنهم البنك الدولي، لعدم اتخاذه الإجراءات اللازمة إزاء تأثير قرارات المستثمرين على موارد مياه البلدان الصغيرة. أدي نقل المياه من منابع بحيرة إيكا لزراعة حقول الهليون إلى نقص المياه في منطقة  هونكافليكا الجبلية، حيث تعيش مجتمعات الشعوب الأصلية على الرعي الحدي.

### تدهور التربة
كثيرًا ما تُفضي الزراعة المُكثفة إلى حلقة مفرغة من إنهاك خصوبة التربة وانخفاض المردود الزراعي. تعاني ما يقرب من 40% من الأراضي الزراعية في العالم من التدهور الخطير. في أفريقيا، في حال استمرت الأوضاع السائدة فيما يتعلق بتدهور التربة، قد تكون القارة قادرة على إطعام 25% فحسب من سُكانها بحلول عام 2025، وفقًا لجامعة غانا استنادًا إلى معهد الموارد الطبيعية في أفريقيا.

### تغير المناخ
من المتوقع أزدياد الأحداث المناخية المتطرفة مثل الجفاف والفيضانات كتغيرات في المناخ واحترار عالمي مستفحل. بين السيول المستمرة طوال الليل حتي فترات الجفاف المستفحلة، يتعرض القطاع الزراعي للعديد من التأثيرات. وفقًا لتقرير شبكة معارف تنمية المناخ المتعلق بإدارة تطرفات المناخ والكوارث في القطاعات الزاعية: مستخلص التقرير الخاص بالفريق الحكومي الدولي المعني بتغير المناخ عن إدارة مخاطر الظواهر الطبيعية الحادة والكوارث، تتضمن التأثيرات تغيير الإنتاجية وأنماط كسب العيش، والخسائر الاقتصادية، كذلك تأثيرات على البنية التحتية، والأسواق، والأمن الغذائي. سوف يرتبط الأمن الغذائي مستقبلًا بقدرتنا على تكييف الأنظمة الزراعية مع الأحداث المناخية المتطرفة. كمثال على تحول الأنماط المناخية نجد ارتفاع درجات الحرارة. تهدد درجات الحرارة المرتفعة نتيجة تغييرات المناخ بنقص إمدادات الغذاء بسبب أضرار الحرارة المرتفعة.
يعيش ما يقرب من 2.4 بليون شخص في المستجمع المائي بنهر الهيمالايا. قد تعاني دولًا مثل الهند، والصين، وباكستان، وأفغانستان، وبنغلاديش، ونيبال، وميانمار من فيضانات تليها فترات جفاف حادة في العقود المقبلة. في الهند وحدها، يوفر نهر الجانج مياهًا للشرب والزراعة لأكثر من 500 مليون شخص. كما سيتأثر كذلك الساحل الغربي لأمريكا الشمالية، الذي يستمد الكثير من مياهه من قبل الأنهار الجليدية في سلاسل الجبال مثل جبال الروكى، وجبال سييرا نيفادا. ليست الأنهار الجليدية مصدر القلق الوحيد للدول النامية، لكن يتقدم عليها تغيير مستوى سطح البحر الذي يُصنف كتغيير كبير في المناخ، ونقص معدل الأراضي الصالحة للزراعة.
في أماكن آخري من العالم، ستتأثر محاصيل الحبوب كثيرًا من حيث انخفاض الغلال وفقًا لنموذج تجارة الأغذية العالمية، بالأخص مناطق خطوط العرض المنخفضة حيث تقع معظم الدول النامية. من ثم سترتفع أسعار الغلال، في حين تستمر محاولات الدول النامية في زيادة محاصيل الحبوب. نتيجة لذلك، كل 2 - 2.5% ارتفاعًا في أسعار الحبوب  ستزيد عدد الجوعى بمقدار 1%. يعد انخفاض عائد المحاصيل أحد المشاكل التي تواجه مزارعي مناطق خطوط العرض الاستوائية والمنخفضة. ستتغير تواقيت ومدي المواسم الزراعية، حين يبذر المزارعون محاصيلهم، دراميًا وفقًا لما ذكرته وزارة الزراعة الأمريكية، نتيجة تغييرات غير معروفة في حرارة التربة وظروف الرطوبة.
طريقة آخري للتفكير في الأمن الغذائي وتغير المناخ ابتكرها عالم الجغرافيا إيفان فريزر، الأستاذ بجامعة غويلف، أونتاريو كندا. يعتمد نهجه على كشف نقاط ضعف النثظم الغذائية بالنسبة إلى تغير المناخ، كما حدد مدى التأثر بتغير المناخ وفقًا للأوضاع التي تحدث حين تتسبب مشاكل بيئية طفيفة نسبيًا في آثار بالغة على الأمن الغذائي. من أمثلة ذلك مجاعة البطاطس في أيرلندا [ نقاش - مختلف الرأي]، التي تسبب فيها أحد الأعوام المطيرة مما خلق أجواء مثالية لانتشار الآفات الفطرية في حقول البطاطس، أو المجاعة الاثيوبية في بداية الثمانينيات. تبرز ثلاثة عوامل كعوامل مشتركة في مثل هذة الحالات، تعد تلك الثلاثة عوامل بمثابة مجموعة أدوات تشخيصية يمكن من خلالها تحديد الحالات حيث قد يكون الأمن الغذائي ضعيفًا إزاء تغير المناخ. هذة العوامل هي: 1-  النُظم الزراعية الإيكولوجية المتخصصة؛ 2- الأسر التي تمتلك خيارات سبل عيش محدودة بخلاف الزراعة؛ 3- الأوضاع التي لا توفر فيها المؤسسات الرسمية  شبكات الأمان المناسبة لحماية الأفراد. " يقدر المعهد الدولي لبحوث سياسات الأغذية أن مبلغ 7.1-7.3 بليون دولار سنويًا لازم للاستثمارات الزراعية وذلك لمواجهة الأثار السلبية لتغير المناخ على تغذية الأطفال بحلول عام 2050.
«تشير النتائج إلى أن تغير المناخ على الأرجح أن تقلل الإنتاجية الزراعية، ما يقلل توافر الغذاء» (براون وآخرون. 2008) «أن أخطار الأمن الغذائي الناتجة عن التغييرات المناخية تتفاقم في أفريقيا، حيث ينخفض المردود الزراعي ونصيب الفرد من الإنتاج الغذائي بشكل مطرد، وحيث يُضاعف النمو السكاني الطلب على الغذاء، والماء، وأعلاف الماشية في الثلاثين عامًا القادمة» (ديفيريوه وآخرون، 2004). بحلول عام 2060، قد تتراوح نسب الجوعي من 641 مليون إلى 2087 مليون كنيجة للتغيرات المناخية (شين وآخرون، 1994). بحلول عام 2030، ستتناقص محاصيل الحبوب من 15 إلى 19 %، ومن المتوقع ارتفاع درجات الحرارة من درجة إلى 2.75 درجة مئوية، ما سيؤدي إلى انخفاض كميات الأمطار، الأمر الذي سيفضي إلى زيادة معدلات انعدام الأمن الغذائي لعام 2030 (ديفيريوه وآخرون،2004). حسب التنبؤات ستكون الدول الزراعية أسوأ القطاعات تأثرًا، فمن المتوقع أن تبلغ درجات الحرارة ارتفاعًا غير مسبوق في البلدان الحارة والبلاد المعرضة للجفاف، في حين يكون تأثر الدول الثرية أقل حيث تتوافر لها موارد أكثر (ديفيريوه وآخرون،2004). من منظور الأمن الغذائي، يعد تغير المناخ العامل الأكثر هيمنة خلال السنوات الأخيرة والسنوات القادمة.

### الآفات الزراعية
للأمراض التي تصيب المحاصيل والمواشي آثارًا مدمرة على توافر الغذاء بالأخص في حال عدم وجود خططًا احتياطية. على سبيل المثال،«يو جي 99»، سلالة قمح صدأ الساق قد تتسبب في خسارة 100%من المحصول، والتي توجد حاليًا في حقول القمح في دول عديدة بأفريقيا والشرق الأوسط ومن المتوقع انتشارها سريعًا في هذة المناطق وربما في مناطق أبعد، وبذلك قد تتسبب في كارثة على مستوى محاصيل الحنطة ما قد يضر بالأمن الغذائي في جميع انحاء العالم.
قد يُستخدم التنوع الوراثي في الفصائل البرية لمحصول الحنطة لتطوير سلالات حديثة مقاومة للصدأ. في أصولها صُممت نباتات القمح البرية لمقاومة الصدأ، بحيث دُرست بياناتها الجينية وأخيرًا عبرت النباتات البرية والأصناف الحديثة بوسائل الاستنبات الحديثة بغية نقل جينات المقاومة من النباتات البرية إلي الأنواع الحديثة.

### الغذاء أم الوقود
استُخدمت المزارع والموارد الزراعية الآخري مطولًا لإنتاج محاصيل غير غذائية ومن ضمنها خامات صناعية مثل القطن، والكتان، والمطاط؛ كذلك المحاصيل المخدرة مثل التبغ والخشخاش، والوقود الأحيائي مثل الحطب إلى آخره. في القرن ال21 تزايد إنتاج محاصيل الوقود الحيوي، بالإضافة على توزيعها. غير أن التقنيات قد تطورت لإنتاج الغذاء تجاريًا من الطاقة مثل الغاز الطبيعي والطاقة الكهربائية من خلال كمية ضئيلة من الماء وبصمة الأرض.

### السياسات
أشار الاقتصادي الحائز على جائزة نوبل أمارتيا سن إلى أن «لا يوجد ما يُسمي مشكلة غذاء سياسية» بينما قد يؤدي الجفاف وغيره من الأحداث الطبيعية إلى المجاعات، فإن نشاط الحكومات أو تقاعسها هما ما يحدد نسبة خطورتها، ففي الغالب هذا ما يحدد حدوث المجاعات من عدمه. هناك أمثلة لهذة الحكومات في القرن ال20، مثل نزعة الملكية الجمعية في الاتحاد السوفيتي أو خطوات جمهورية الصين الشعبية التي قوضت الأمن الغذائي للشعب. يعد تجويع الجماعات أحد أسلحة الحرب، كما حدث في حصار ألمانيا، ومعركة الغواصات في"المحيط الأطلنطى"، وحصار اليابان خلال الحرب العالمية الأولى والثانية، والتجويع الممنهج الذي انتهجته ألمانيا النازية.
في بعض الأحيان تمتلك الحكومات قاعدة دعم محدودة، مُستندة على المُحاباة والمحسوبية. أشار فريد كوني في عام 1999 أنه في ظل تلك الظروف:«يعد توزيع الأغذية داخل الدولة شأنًا سياسيًا. تمنح حكومات معظم الدول الأولوية للمناطق الحضرية، منذ أن تمركز فيها أغلب العائلات المؤثرة والمؤسسات ذات القوي. غالبًا ما تتجاهل الحكومات مزارعي الكفاف والمناطق الريفية عمومًا. فكلما كانت المنطقة نائية وغير متطورة كلما قلت احتمالية تلبية الحكومات لاحتياجاتها بصورة فعالة. تُميز الكثير من السيايات الزراعية، وبالأخص تلك المتعلقة بتسعير السلع الزراعية، ضد المناطق الريفية. غالبًا ما تحافظ الحكومات على أسعار الحبوب الأساسية في مستوى متدني مُصطنع بحيث لا يستطيع منتجو الكفاف جمع ما يكفي من رأس المال لاستثماره لتحسين إنتاجهم. من ثَم، يصير من المستحيل فعلًا خروجهم من دائرة عدم الاستقرار.»
استخدم الطُغاة وقادة الحروب الطعام كسلاحًا سياسيًا، وذلك بمكافأة أنصارهم به وحرمان المناطق التي تعارض حُكمهم من إمدادات الغذاء. في ظل هذة الظروف، صار الغذاء عملة يُمكن بواسطها شراء الدعم، وصارت المجاعات سلاحًا مؤثرًا ضد المعارضة.
تستطيع الحكومات ذات التوجه الفاسد تقويض الأمن الغذائي وإن كانت مواسم الحصاد جيدة. حين تحتكر الحكومة التجارة، يظن المزارعون أنهم أحرارًا لزراعة المحاصيل النقدية الصالحة للتصدير، ولكن تحت طائلة القانون، لا يتمكن المزارعون من بيع المحصول سوي لمشتري الحكومة بأسعار أقل بكثير من سعر السأواق العالمية. ومن ثَم تكون الحكومة إذًا حرة في بيع هذة المحاصيل بالسعر الكامل للسوق العالمي، وتحصد فارق السعر.
حين تختفي سيادة القانون، أو تتلاشي الملكية الخاصة، يصبح حافز المزارعين لتحسين انتاجيتهم ضئيلًا. في حال صارت مزرعة أكثر انتاجًا بشكلًا ملحوظ من المزارع المجاورة، فإنها قد تصبح هدفًا للمقربين من الحكومة. وبدلًا من ادراك خطر خسارة أراضيهم، يرتضي المزارعون بالسلامة المنشودة المزيفة.
في كتابه " تاريخ الوفرة " أشار ويليم بيرنستين أن: " الأشخاص دون حيازة ملكية أككثر عرضة للجوع الشديد، ومن الأسهل كثيرًا ربط الخوف والجوع بإرادة الدولة. فإذا كانت ملكية المزارع مهددة تعسفًا من قبل الدولة، ستُستخدم هذة القوة حتمًا لترويع ذوي الأراء السياسية والدينية المتباينة.

### سيادة الغذاء
ينظر النهج المعروف بالسيادة الغذائية إلى الممارسات التجارية للشركات متعددة الجنسيات بكونها استعمارًا جديدًا. بهذا فإنها تدعي بأن الشركات المتعددة الجنسيات تمتلك الموارد المالية المتاحة لشراء الموارد الزراعية للأمم الفقيرة، على الأخص في المناطق المدارية. كما تمتلك هذة الشركات ايضًا النفوذ السياسي لتحويل موارد الإنتاج الحصري للمحاصيل المدرة للدخل للبيع إلى الأمم الصناعية خارج المناطق المدارية، وذل في إطار الضغط على الفقراء في مناطق الأراضي الأكثر انتاجًا. وفقًا لوجهة النظر هذة يزرع مزارعو الكفاف الأراضي ذات الانتاجية الحدية فقط منعدمة الأهمية للشركات متعددة الجنسيات. وبالمثل، تعتقد السيادة الغذائية بأنه من الصحيح أن تكون المجتمعات قادرة على تعريف وسائل انتاجها الخاصة وا الاعتراف بالغذاء كحق انساني أصيل. بوجود العديد من الشركات المتعددة الجنسيات التي تفرض حاليًا التكنولوجيات الزراعية على البلدان النامية، والتي تتضمن البذور المحسنة، والأسمدة الكيميائية، ومبيدات الآفات، أصبح إنتاج المحاصيل أمرًا يُناقش ويُحلل بصورة متزايدة. تحتج العديد من المجتمعات الداعية إلى السيادة الغذائية على فرض التكنولوجيات الغربية على أنظمة الشعوب الأصلية.[ مطلوب اقتباس ]

## المخاطر التي يتعرض لها الأمن الغذائي

### نمو السكان

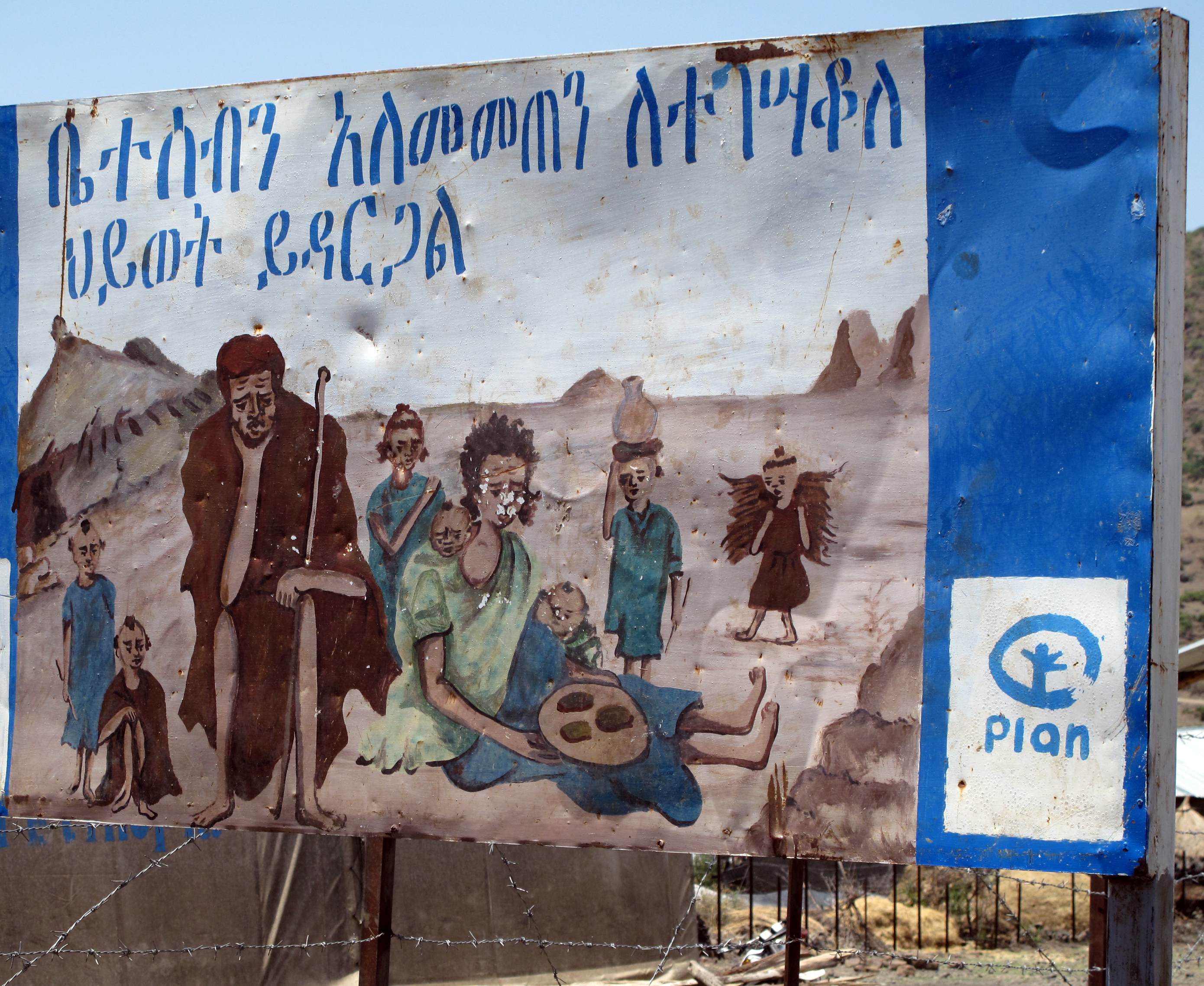
ملصق لتنظيم الأسرة في اثيوبيا. ويظهر بعض الآثار السلبية لكثرة الأطفال.

تشير توقعات الأمم المتحدة إلى استمرار زيادة السكان مستقبليًا (مع انخفاض مطّرد في معدل النمو السكاني)، فمن المتوقع أن يبلغ تعداد السكان العالمي 9.8 بليون بحلول عام 2050 و 11.2 بليون بحلول 2100. وفقًا لتقديرات شعبة السكان التابعة للأمم المتحدة لعام 2150 يتراوح تعداد السكان بين 3.2 و 24.8 بليون؛ بينما تؤيد النمذجة الرياضية تقديرًا أقل. تساءل بعض المحللين عن مدى استدامة النمو السكان العالمي المتواصل، مسلطون الضوء على الضغوط المتزايدة على البيئة، والإمدادات الغذائية العالمية، ومصادر الطاقة. ومن ثَم تُدرس حلولًا لإطعام البلايين الزائدة من البشر في المستقبل وتُوثق. يخلد واحد من سبعة أفراد في كوكبنا إلى النوم جوعانًا. يعاني البشر بفعل التضخم السكاني، يموت 25000 شخصًا جراء سوء التغذية والجوع والأمراض ذات الصلة يوميًا.

### الاعتماد على الوقود الأحفوري
ما أن ازداد الناتج الزراعي، ازداد كذلك استهلاك الطاقة في إنتاج المحاصيل بوتيرة سريعة، وبالتالي انخفضت نسبة إنتاج المحاصيل بالنسبة إلى مدخلات الطاقة بمرور الوقت. تعتمد أساليب الثورة الخضراء كثيرًا على الأسمدة الكيميائية، ومبيدات الآفات والأعشاب، حيث الكثير منها منتجات بترولية، ما يجعل القطاع الزراعي يعتمد أكثر فأكثر على النفط.
بين عامي 1950 و1984، حيث تحول القطاع الزراعي عالميًا إلى الثورة الخضراء، ازداد إنتاج الحبوب في العالم بمعدل 250%. حصلت الثورة الخضراء على الطاقة من قبل الوقود الأحفوري المتمثل في الأسمدة (الغاز الطبيعي)، والمبيدات (النفط)، وهيدروكربون الري.
وضع ديفيد بيمنتل، أستاذ علم البيئة والزراعة في جامعة كورنيل وماريو جيامبيترو، كبير الباحثين بمعهد البحوث الوطني للغذاء، في دراستهم الغذاء، والأرض، وتعداد السكان، والحد الأقصى للاقتصاد الأمريكي، وسكان الولايات المتحدة وعلاقة ذلك باستدامة الاقتصاد المقدر ب210مليون. لتحقيق اقتصاد مستدام وتفادي كارثة، كان لزامًا على الولايات المتحدة خفض تعداد سكانها بمعدل الثُلث على الأقل، كما سيتعين على تعداد السكان العالمي الانخفاض بمقدار الثلثين وفقًا للدراسة.
يعتقد واضعو هذه الدراسة أن الأزمة الزراعية المشار إليها ستبدأ في التأثير علينا فقط ما بعد عام 2020، إلا أنها لن تصير حرجة سوي بحلول عام 2050. بلغ الإنتاج العالمي للنفط ذروته (والانخفاض الذي أعقبه)، إلى جانب أوج إنتاج الغاز الطبيعي في أمريكا الشمالية المرجح أن يعجل بتلك الأزمة الزراعية أسرع من المتوقّع. ادعى عالم الجيولوجيا دايل الن بفيفر بأن العقود المقبلة قد تشهد تصاعدًا في أسعار المواد الغذائية دون هوادة كذلك انتشار المجاعات الضخمة على المستوى العالمي كما لم تُعرف من قبل.

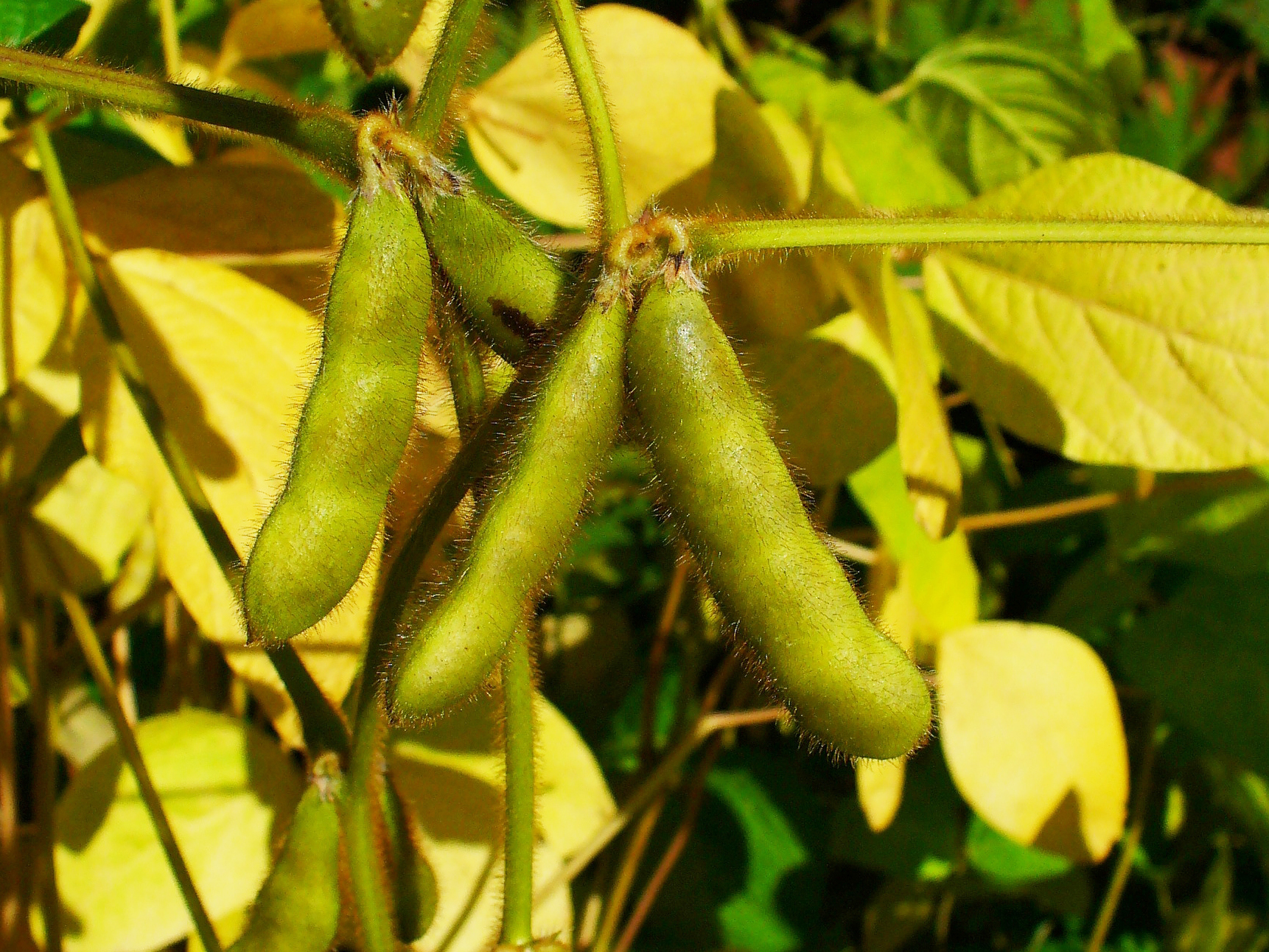
شكل عدد محدود من المحاصيل الرئيسية مثل فول الصويا, حصة متزايدة من الطاقة الغذائية والبروتين والدهون وأغذية ذات قيمة يأكلها سكان العالم على مدى الخمسين عاما الماضية

### تجانس إمدادات الغذاء العالمية
منذ عام 1961، أصبحت أنماط التغذية الإنسانية أكثر تنوعًا في استهلاك معظم المحاصيل الأساسية، مع تراجع منطقي في الاستهلاك المحلي أو الإقليمي لأهم المحاصيل، وبذلك صارت أكثر تجانسًا عالميًا. انخفضت الاختلافات بين الأطعمة التي تتناولها معظم الدول بمعدل 68% بين عامي 1961 و 2009. يتضمن المعيار العالمي لأنماط الغذاء الحديث نسبة متزايدة من عدد ضئيل نسبيا من المحاصيل الأساسية الكبرى، والتي إزدادت إلى حد كبير من نصيبها من مجموع الطاقة الغذائية (السعرات الحرارية)، والبروتين، والدهون، والطعام ذي القيمة الغذائية الذي يُمكن تقديمه لسكان العالم، ومن ضمنه القمح، والأرز، والسكر، والذرة، والصويا (+284%)، وزيت النخيل (+173%)، وزيت عباد الشمس (+246). وحيث اعتادت الأمم على استهلاك معدلات أكثر من المحاصيل الرئيسية محليًا أو إقليميًا، أصبحت الحنطة محصولًا رئيسيًا في أكثر من 97% من الدول، كذلك غيرها من المحاصيل الأساسية العالمية تمثل أثرًا مماثل على مستوى العالم. انخفضت محاصيل أخرى انخفاضًا حادًا خلال الفترة نفسها، كالشعير، والبطاطس، والبطاطا الحلوة (-45%)، والمَنِيْهُوت (-38%)، وجوز الهند، والسورغم (-52%)، والدُّخن (-45%). غير هذا التنوع في المحاصيل أنماط الإنسان الغذائية المرتبطة بتأثيرات مختلفة على أمن الغذاء، ومعالجة سوء التغذية في بعض المناطق إلا أنه يساهم في الأمراض المرتبطة بالأنماط الغذائية الناتجة عن الاستهلاك المفرط للمغذيات الكبرى.

### تحديد الأسعار
في 30 نيسان/أبريل 2008، تايلند، أعلن أحد أكبر مصدري الأرز تشكيل منظمة الدول المصدرة للأرز مع إمكانية تطويرها لتصبح محتكرة تحديد أسعار الأرز. وهو مشروع لتنظيم 21 دولة مصدرة للأرز لإنشاء منظمة متجانسة للسيطرة على أسعار الأرز. تتألف مجموعة الدول بشكل أساسي من تايلاند، وميانمار، ولاوس، وكمبوديا، وفيتنام. تحاول المنظمة أن تسهم في إحداث «إسهامًا في ضمان استقرار الغذاء، ليس فقط في دولة واحدة أنما كذلك التصدّي لنقص الغذاء في المنطقة والعالم أجمع.» بيد أنه من المشكوك فيه ما إذا كانت هذه المنظمة ستضطلع بدورها كتكتل فعال لتحديد سعر الأرز، مشابه لما تقوم به منظمة الدول المصدرة للبترول لإدارة الموارد النفطية. أشار المحللون الاقتصاديون والتجار إلى أن هذا المقترح لن يحرز أي تقدّم لعدم استطاعت الحكومات التعاون فيما بينها والسيطرة على إنتاج المزارعين. علاوة على ذلك، أعربت الدول المشاركة عن قلقها، ما قد يؤدي إلى تدهور الأمن الغذائي.

### التغير في استخدام الأراضي
تحتاج الصين إلى ما لا يقل عن 120 مليون هكتارًا من الأراضي الزراعية اللازمة لأمنها الغذائي. أفادت الصين مؤخرًا عن فائض يقدر ب15 مليون هتارًا. على الجانب الآخر للمسألة، أشارت الصين ذلك إلى مساحة 4 ملايين هكتارًا متحولة إلى الاستهلاك العمراني و 3 ملايين هكتارًا من الأراضي الملوثة. فضلا عن ذلك، خلصت دراسة استقصائية إلى أن 2.5% من الأراضي الصالحة للزراعة في الصين ملوثة للغاية بحيث لا يمكن زراعتها دون أن تتسبب في اضرارًا. في أوروبا، ينطوي تحول التربة الزراعية إلى العمران على خسارة صافية. إلا أنه يبدو أن الخسارة السريعة للرقعة الزراعية بلا معنى اقتصاديًا حيث لم يعد الاتحاد الأوروبي معتمدًا على إمدادات الغذاء الداخلية مطلقًا. خلال الفترة 2000 - 2006 خسر الاتحاد الأوروبى 0.27% من أراضي المحاصيل، و 0.26% من محاصيله الإنتاجية.  قد كان فقدان الأراضي الزراعية خلال ذات الفترة في هولندا في أوجه، فقد فقدت 1.57% من إمكاناتها في إنتاج المحاصيل في غضون ست سنوات. تنذر هذه الأرقام بخطر شديد لقبرص (0.84%)، وأيرلندا (0.77%)، وأسبانيا (0.49%) كذلك. في إيطاليا، في إقليم إيميليا – رومانيا، تضمن تحول 15000 هكتارًا زراعيًا (خلال 2003-2008) خسارة صافية تُقدر ب109.000 ملغ لكل سنويًا من الحنطة، والتي تمثل 14% من السعرات اللازمة لسان الاتحاد الأوروبي (425000 نسمة).  مثل هذه الخسارة في إنتاج الحنطة لا تتعدى 0.2% من الناتج المحلي الإجمالي لمنطقة إيميليا – رومانيا التي لها أثرًا طفيفًا على الناحية المالية. إضافة إلى ذلك، فإن إيرادات استغلال الأراضي الجديدة غالبًا ما تكون أعلى كثيرًا من تلك التي يوفرها القطاع الزراعي، كما هو الحال بالنسبة إلى التحضر أو استخراج المواد الخام.

## الأطفال والأمن الغذائي
في 29 أبريل 2008، أوجد تقرير لليونيسيف البريطاني أن أطفال العالم الأكثر فقرا وضعفا هم أكثر من يتأثروا بشكل سلبي من التغيرات المناخية. التقرير بعنوان «مناخنا، أطفالنا، ومسئوليتنا: ما يتضمنه تغير المناخ لأطفال العالم»، والذي يقول إن الحصول على مصادر مياه وطعام نظيف سوف يصبح أصعب وخصوصا في افريقيا وآسيا.